# NGC 3142
NGC 3142 je galaksija u zviježđu Sekstantu.

## Vanjske poveznice
- SEDS: NGC 3142